# Irene Silveira
Maria Irene Oliveira Costa Bettencourt Noronha da Silveira (1944 — Coimbra, 16 de Novembro de 2013), foi uma professora e bastonária da Ordem dos Farmacêuticos.

## Biografia
Irene Silveira de 1998 a 2003 foi vice-reitora da Universidade de Coimbra, professora catedrática e regente das disciplinas de Bromatologia e Análises Bromatológicas I e II, Hidrologia e Análises Hidrológicas, Nutrição e Dietética, Higiene e Saúde Pública na Faculdade de Farmácia da Universidade de Coimbra.
Foi a primeira mulher a ter o cargo de Bastonária da Ordem dos Farmacêuticos em Portugal. O seu mandato nesse cargo ocorreu no período de 2007 e 2008, tendo resignado por problemas de saúde.

## Prémios e honrarias
- Medalha de Honra da Ordem dos Farmacêuticos[2]